# Karczag György (író)
Karczag György (Budapest, 1941. március 14.  – Budapest, 1978. június 23.) magyar író.

## Életpályája
Karczag György  Budapesten született. Édesapja, id. Karczag György (1903–1945) külföldön is elismert énekes-színművész volt, aki később egy hirdetőirodának volt a tulajdonosa. Mivel az apa a második világháborúban meghalt, a fiút az édesanyja, Karczagné Demeter Ilona (1908–1992) nevelte fel. Budapesten, a Berzsenyi Dániel Gimnáziumban érettségizett. 1966-tól haláláig a Corvina Kiadóban volt ügyintéző, gondnok, majd raktárvezető. 1976-ban az egri tanárképző főiskola levelező tagozatának történelem szakán kezdett tanulmányait már nem fejezhette be.  
Kamasz korától írt, előbb verseket (Karczag György válogatott versei, 13 költemény), majd novellákat. 1964-ben a Magyar Ifjúság hetilap pályázatának második díját nyerte el Lépés az ismeretlen felé c. (elveszett) elbeszélésével. Legjelentősebb művei a magyar történelem által ihletett regényei: Zúgó nyilak, A trónon harmadik, Idegen páncélban. Kitartó és gondos íróként saját kutatásokat végzett a regények megírásához. Írt művészregényt (A kihívott démon); kalandos történetét (A térkép szerint ismeretlen) – több más művéhez hasonlóan – nem tudta megjelentetni, ezek közül számos halála után jelent meg. A család számos kéziratát őrzi.
Az írói pályán elszenvedett mellőzés idején, az 1970-es évek elején fordult érdeklődése a tudományos fantasztikum felé. A TIT Tudományos-Fantasztikus Klubja mellett kezdett dolgozni. Sci-fi kritikákat írt a Pozitronba, a klub novellapályázatán 1972-ben Arany Meteor-díjat nyert.
Két publikált nagyregénnyel - Zúgó nyilak (1970), A trónon harmadik (1974) - a háta mögött Karczag 1976-ban ismételten benyújtotta tagfelvételi kérelmét a Magyar Írók Szövetségéhez, amit a szövetség ismételten elutasított.
1965-ben kötött házasságot Kecskeméti Klárával, a következő évben született meg fia, Ákos. Fiának köszönhető, hogy fennmaradt az író kéziratos hagyatéka, amely az életrajzi adatokkal együtt eljutott Madarász Imre irodalomtörténészhez, a Karczag-életmű kutatójához.

## Művei
- Zúgó nyilak (1970, 2008, 2015)[7]
- A trónon harmadik (1974, 2006)[8]
- Idegen páncélban (1977)
- A kihívott démon (2005)
- A csillagok szeme (2009)
- A térkép szerint ismeretlen (2012, 2021)

### Elbeszélései
- Könnycsepp Mónikáért
- A Glaukusz-sav
- Kell a sikerélmény!
- Az olthatatlan ideál
- Miért hagytál el, Éva?
- Az égi vadász
- A Ferier-kód

### Zúgó nyilak
A regényeposz megírása közel tizenöt évig tartott. Az író hagyatékában fennmaradt egy verstöredék - valószínűleg egy tervezett elbeszélő költeményből - Előhang az Ákos Ernyéhez címmel, amely vélhetően 1956-ban íródott. Karczag ekkor kezdett el foglalkozni főműve témájával és főhősével; a történelmi regény kezdeti címe Második honfoglalás (Tatárjárás) volt, ami - a családi emlékezet szerint - később édesanyja ötlete nyomán változott Zúgó nyilakká. Az író legalább négy, de talán öt szövegváltozatot is készített, a végső szöveg 1966–67-ben készült el. 1970 augusztusában jelent meg a Móra Ferenc Könyvkiadónál, ahol Majtényi Zoltán volt a könyv felelős szerkesztője. Az fiatal szerző nagy szerencséjére a szerkesztő felismerte a regény értékét és kisebb javítások után 15300 példányban jelent meg a vaskos kötet.
A regény főhőse az Ákos nembeli Ernye. Karczag szédületes karrierként ábrázolja Ernye életútját - „Ákos nembeli Ákos egy jobbágylánytól született törvénytelen fia a meghalt, törvényes utóddal »elcserélt gyerek«, nemesúrfi, apród, majd palotástiszt lesz II. András esztergomi udvarában, IV. Béla megmentője egy összeesküvés során, majd hadvezére a muhi ütközetben, végül az elmenekült király nélkül maradt, tatárdúlta országban a nép vezérlője és csaknem új uralkodója -, a hős útjának leírása módot ad neki a tizenharmadik század Magyarországának úgyszólván teljes körű bemutatására urakkal és szolgákkal, keresztényekkel és pogányokkal, magyarokkal és tatárokkal, várossikátorokkal és rengeteg erdőkkel.”
Madarász külön megemlíti a szöveg kidolgozottságát („a tömörítés felülmúlhatatlan mesterpéldája”) és a regény nyelvezetét („a teljességgel egyedülálló nyelvezet, amelynek mintája nem volt (legfeljebb ihletői) s amelyet utánozni nem tudott senki ”). Az irodalomtörténész egyértelműen remekműként értékeli a regényt, „amely a huszadik század második felében a nagy romantika felújíthatóságát, időszerűségét, örök érvényességét példázza bizonyító erővel (...) Felfedezése, régóta időszerű elismerése és megismertetése irodalmi öntudatunkat, történelmi önismeretünket gazdagítaná.”

### A másik két nagyregény
Az Árpád-ház kori tematika másik két nagyregénye A trónon a harmadik és az Idegen páncélban. Madarász szerint az olvasó akkor tudja igazán élvezni a triász művészi értékeit, „ha először az Idegen páncélbant olvassa el, aztán A trónon a harmadikat, legvégül pedig a Zúgó nyilakat.” Így „jobban élvezheti, többre becsülheti a »capolavoro« kisebb testvéreit, egyszersmind megtapasztalhatja a felszárnyalás mámorát, az egyre magasabbra repülés gyönyörűségét, a jó regényektól a regény-remekig.”

### A csillagok szeme
Regénye Mark, az „űrhajósminőség” (átdolgozva A csillagok szeme avagy a »Minőségi Ellenpólus«) kéziratban maradt, csak több évtizeddel halála után jelent meg nyomtatásban. A regény tematikáját,  problematikáját, cselekménybonyolítását és stílusát tekintve teljesen egyedi. Az alapprobléma – a jövő túlcivilizált, túltechnicizált jellegén túlmenően – az egyes ember konfliktusa a rajta kívül álló erőkkel: társadalmi irányítással, (idegen) manipulációval, küzdelemmel az érzelemgazdag emberi kapcsolatokért, a szuverenitásért. Világa egy ökokatasztrófa utáni Föld, mesterségesen kitenyésztett ember, genetikai torzulás, a természetes világ összeomlása, amelyre a társadalom mesterséges világ kiépítésével, mesterséges, telepeken történő gyermekneveléssel felel, az egyes ember bogyók és drogok használatával a fenyegetettségérzés leküzdésére. Az egyén életsorsa a közös jó szolgálata, míg a társadalom spártai demokráciával csupán a primer létszükségleteket biztosítja tagjainak. A műben ábrázolt antiutópisztikus világ meglehetősen magán viseli a hetvenes évek életérzését. „Bármilyen jól sikerült »A csillagok szeme« a maga nemében, bármennyire igazolódtak nyomasztó »jövendölései«, bármilyen frappánsan peregnek olykor filmszerű, forgatókönyvbe illő dialógusai, a »Zúgó nyilak« olvasója kedves remekíróját itt csak nyomokban, árnyképszerűen fedezheti fel.”

## Értékelése
Karczag György munkásságáról eddig csupán egyetlen kismonográfia jelent meg, a 2005-ben kiadott „Legendák ébredése” Karczag György, az ismeretlen remekíró. Ebben Madarász Imre irodalomtörténész kifejti, hogy az íróról „...(a megjelent három regényét ajánló, teljesen jelentéktelen, semmitmondó és csekély számú híradasokat leszámítva) egyetlen komoly, érdemi bírálat, nagyobb cikk, egyetlen tanulmány sem látott napvilágot...”. Életrajzi adatai nem szerepelnek az Új magyar irodalmi lexikonban (1994, 2000), az Új magyar életrajzi lexikonban (2001-), illetve nem kapott szócikket a teljességre törekvő Kortárs magyar írók 1945-1997. Bibliográfia és fotótár című kétkötetes kiadványban (1998–2000) sem. A megmagyarázhatatlan mellőzöttség összegzéseként az irodalomtörténész felveti, hogy „Karczag Györgynél szerencsétlenebb, méltatlanabb utóéletű jelentős magyar író nemigen akadt a huszadik század második felében.” „Az Árpád-házi királyok korának szentelt regénytriásza azonban kivételes értékű, a tatárjárás időszakát megjelenítő főműve, az 1970-ben megjelent »Zúgó nyilak« pedig műfajának egyik legjobb alkotása a hazai irodalomban.”
Karczag György a magyar történelmi regény ismeretlen klasszikusa, akinek irodalmunk nagyjai között a helye.

## Emlékezete
- 2006-ban a Karczag György Emlékbizottság emléktáblát állíttatott a budapesti Szent István körúton (XIII. kerület, Szent István körút 16.): „E házban élt és alkotott 1959-től 1978-ig Karczag György (1941-1978) író”.[19][20]

## Érdekességek
- A Madarász Imre által írt kismonográfia címlapján látható a Karczag György által készített festmény egy részlete. Az 1961-ben készült olajfestmény a szentléleki pálos kolostor romjait ábrázolja.[21]